# Góra (Niemodlin)
Góra  (deutsch: Guhrau, auch Groß-Guhrau) ist ein Ort in der Stadt- und Landgemeinde Niemodlin, im Powiat Opolski, der Woiwodschaft Oppeln in Polen. Zu Góra gehört das östlich angrenzende Mała Góra (Gut Guhrau).

## Geographie
Góra liegt etwa zehn Kilometer nordwestlich von Niemodlin (Falkenberg) und etwa 35 Kilometer westlich von Opole in der Nizina Śląska (Schlesische Tiefebene).
Nachbarorte von Góra sind im Südwesten Rogi (Rogau), im Westen Rutki (Rautke), im Norden Gracze (Graase) und im Nordosten Molestowice (Mullwitz). 

## Geschichte
Das Dorf wird 1335 erstmals urkundlich erwähnt. 1447 wird der Ort als Goraw erwähnt.
Nach dem Ersten Schlesischen Krieg 1742 fiel Guhrau mit dem größten Teil Schlesiens an Preußen. 1756 wurde im Ort eine evangelische Schule eingerichtet. 1783 zählte das Dorf 34 Gärtner- und Häuserstellen sowie 192 Einwohner.
Nach der Neuorganisation der Provinz Schlesien gehörte die Landgemeinde Guhrau ab 1816 zum Landkreis Falkenberg O.S. im Regierungsbezirk Oppeln. 1845 zählte das Dorf eine evangelische Schule und 55 Häuser. Im gleichen Jahr lebten in Guhrau 282 Einwohner, davon 16 katholisch. 1855 lebten 310 Menschen im Ort. 1865 zählte das Dorf ein Schulzenhof, 31 Gärtner- und drei Häuslerstellen. Die Schule wurde im gleichen Jahre von 50 Schülern besucht. 1874 wurde der Amtsbezirk Schedlau gegründet, welcher aus den Landgemeinden Groditz, Guhrau, Heidersdorf, Mullwitz und Schedlau und den Gutsbezirken Groditz, Guhrau, Heidersdorf, Mullwitz und Schedlau bestand. 1885 zählte Guhrau 226 Einwohner.
1933 lebten in Guhrau 333 Menschen. Im Jahr 1939 zählte das Dorf 346 Einwohner. Bis Kriegsende 1945 gehörte der Ort zum Landkreis Falkenberg O.S.
Anfang Februar 1945 wurde der Ort durch die Rote Armee eingenommen. Danach kam der bisher deutsche Ort unter polnische Verwaltung und wurde in Góra umbenannt. Im Juni 1946 wurde die restliche deutsche Bevölkerung vertrieben. Lediglich zwei Familien konnten im Ort bleiben. 1950 kam der Ort zur Woiwodschaft Oppeln. 1999 kam der Ort zum wiedergegründeten Powiat Opolski.